# Endorheisk bassin
Et endorheisk bassin er en indsø uden naturlige udløb. Resultatet bliver en ophobning af salt, fordi vandet forsvinder via fordampning. Endorheiske bassiner har ofte højere saltkoncentration end havet. 

## De vigtigste endorheiske bassiner og søer
Kortet viser, udover afvandingsområder og vandskel til verdenshavene, også de største endorheiske bassiner (i mørkegråt) og endorheiske søer (i sort).

## Eksempler på endorheiske bassiner
- Det døde hav - på grænsen mellem Israel og Jordan
- Kaspiske hav - på grænsen mellem Europa og Asien
- Great Salt Lake - i Utah